# Sybille Schönrock
Sybille Schönrock, née le 28 juillet 1964 à Wittemberg (RDA), est une nageuse est-allemande, spécialiste des courses de papillon.
Elle est vice-championne olympique du 200 mètres papillon aux Jeux olympiques de 1980 à Moscou.